# Primer Imperio francés
El Primer Imperio francés, también conocido como el Imperio napoleónico o la Francia napoleónica, fue el gobierno monárquico establecido por Napoleón Bonaparte tras la disolución del Consulado en 1804. En su máximo apogeo, el Imperio comprendió la mayor parte de Europa Occidental y Central, además de poseer numerosos dominios coloniales y estados clientelares. El régimen duró desde el 18 de mayo de 1804 —proclamación de Napoleón como Emperador— hasta el 4 de abril de 1814, y desde el 20 de marzo al 7 de julio de 1815, día de la entrada de las fuerzas del rey Luis XVIII a París.
La presencia de Napoleón Bonaparte, un militar temido y que encarnaba los ideales revolucionarios, despertó el miedo de las monarquías absolutistas que, temiendo la expansión de las ideas de la revolución francesa y auspiciadas por el Reino Unido, no cesaron en hacerle la guerra a Francia. Sin embargo, se toparon con una serie de derrotas humillantes a manos del emperador. Para el año 1812, Napoleón ya controlaba toda Europa occidental y central, con la excepción de la Gran Bretaña y Portugal. Con sus conquistas, varios gobiernos absolutistas fueron extintos y las ideas de la revolución francesa se diseminaron por Europa.
Napoleón acariciaba el deseo de transformar a Francia en una potencia hegemónica, y se esforzó en lograrlo haciendo gala de un genio militar y una capacidad de liderazgo innatos. Mantuvo un gobierno constitucional, que reservaba un inmenso poder político a la figura del emperador, inspirado en su popularidad y su estrecha relación con el ejército. Aun así, el imperio fue fundado y gobernado en las bases de la revolución francesa: Napoleón fue elegido soberano mediante un plebiscito, estableciendo un estado continental y centralizado muy comparable al antiguo Imperio romano. Su régimen finalizó luego de consecuentes derrotas militares, tras verse obligado a enfrentar a casi toda Europa en conjunto. Sin embargo, la influencia de la Francia napoleónica perduró más allá de su existencia, en las décadas siguientes estallarían por todo el continente una serie de revoluciones populares que pondrían fin definitivo al despotismo.
En el plano interno, Napoleón consiguió restablecer la estabilidad política de Francia y creó una infraestructura capaz de impulsar los negocios de la burguesía francesa; bajo su gobierno, Francia alcanzaría su máximo esplendor. Puso fin al ancestral feudalismo de la monarquía y creó una nobleza del mérito comprendida por aquellos considerados competentes y dignos de tal posición. Impulsó el liberalismo económico, las construcciones, la educación, las artes y las leyes, siendo sus famosos código civil y código de comercio (el conjunto de las normas del derecho civil y del derecho mercantil francés un solo texto legal) uno de sus mayores legados a la humanidad, pues inspira hoy en día a casi la mitad de los ordenamientos jurídicos del mundo.

## El camino al imperio

### Inicios y primeras campañas de Napoleón Bonaparte
Napoleón Bonaparte nació en Ajaccio, Córcega, en 1769, un año después de que la isla de Córcega pasara a dominio de Francia. Estudió en la Academia Militar Francesa y conseguiría proyectar su genio militar solo después de la Revolución francesa (1789). Napoleón fue promovido a general con tan solo 24 años de edad tras el sitio de Tolón en 1793. En el año 1795, y a los 26 años de edad, comandó el ejército francés que conquistó parte de la península itálica (Campaña de Italia) y de Egipto (Campaña de Egipto) entre los años 1796 y 1797.

### Golpe de Estado de Napoleón Bonaparte: El 18 de Brumario
Habían pasado diez años del inicio de la Revolución francesa, pero Francia seguía sin conseguir la estabilidad política, económica y social deseada. Por una parte, el orden era perturbado por las presiones populares, que exigían medidas capaces de acabar con la pobreza y la miseria en que vivía gran parte de la población del campo y de las ciudades. Por la otra, la burguesía, clase social que había liderado la Revolución francesa, veía sus negocios sucumbir en función de las constantes crisis económicas y políticas. Para completar el escenario, varios países europeos conspiraban y combatían para poner fin al régimen revolucionario en Francia. En medio de ese caos, sobresale victorioso en el campo de batalla un joven general llamado Napoleón Bonaparte.
Con el respeto y la fama adquiridos en el campo de batalla, en aquel momento Napoleón Bonaparte representaba la alternativa política ideal para solucionar los problemas de los franceses. Era visto como héroe por la población y considerado un líder por la burguesía. Respaldado por su gran popularidad, comandó el 9 de noviembre de 1799 (18 de brumario del año VIII, según el calendario republicano francés) un golpe de Estado contra el gobierno del Directorio conocido como el "Golpe de Estado del 18 de brumario".

### Instauración del Consulado: Napoleón Bonaparte "Primer Cónsul"
Dos meses después Napoleón Bonaparte asumiría el poder, entrando en vigor una nueva constitución y creando el Consulado, órgano que sustituyó al Directorio en el gobierno de Francia. Estaba constituido por tres cónsules, de los cuales Napoleón se convirtió en el "Primer Cónsul" y virtual dictador de Francia. Apoyado por gran parte de la población francesa, fue investido de amplios poderes. Napoleón procuró restablecer el orden interno, reorganizar la administración pública y reducir la inflación. Con eso, la economía volvería a crecer. Normalizar también las relaciones con la Iglesia era otro objetivo, rotas desde el año 1790. Otra medida importante de su gobierno fue la creación del Código Civil de Francia, conocido mundialmente como el Código de Napoleón o Napoleónico, el mismo reunía principios del Derecho Romano, de órdenes reales y de la legislación civil y penal vigente durante la Revolución francesa.

## Inicio del Primer Imperio

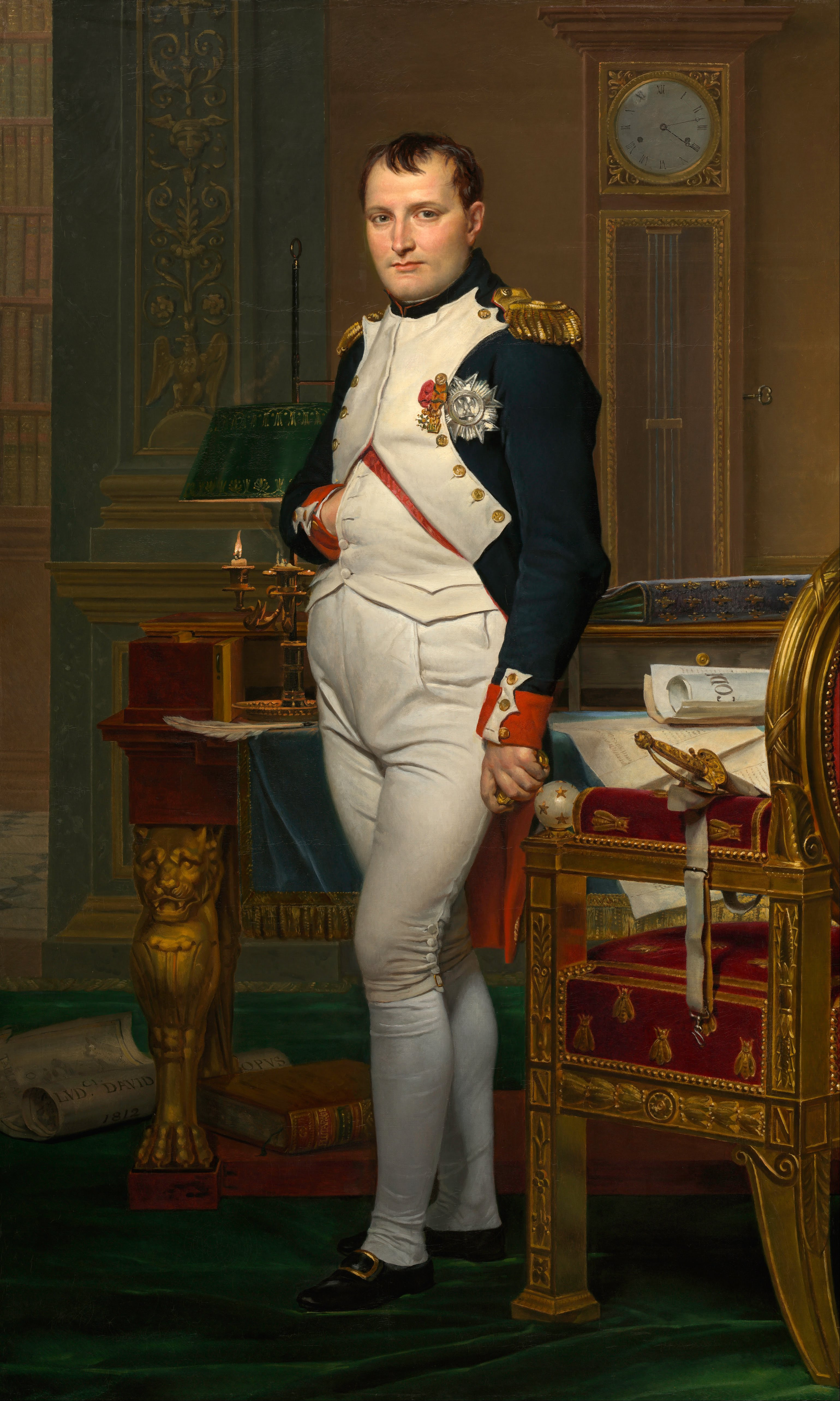
Napoleón I

En el plano externo, Napoleón Bonaparte consiguió restablecer la paz por medio de victorias militares y de negociaciones diplomáticas, neutralizando a los adversarios de Francia. En este ámbito, uno de los aspectos más destacados del gobierno fue el acuerdo de paz firmado en 1802 con el Reino Unido, que ponía fin a años de conflicto, lo que aumentaría más su prestigio. En 1804, Napoleón (que dos años antes se había convertido en cónsul vitalicio) fue autorizado, por medio de un plebiscito, a asumir el título de Emperador de los franceses. Las principales reformas de Napoleón fueron:
- Establecer un sistema de gobierno centralista.
- Pacificar la sociedad francesa: permitió el ingreso de las personas que se habían exiliado del país.
- Estabilizar los impuestos: creó el Banco de Francia y el Código de comercio.
- Impulsar un sistema educativo centralizado y político.
- Crear el Código Civil para regular la convivencia entre los ciudadanos.
- Restablecer las relaciones con la Iglesia católica.

## Apogeo del imperio: las Guerras Napoleónicas

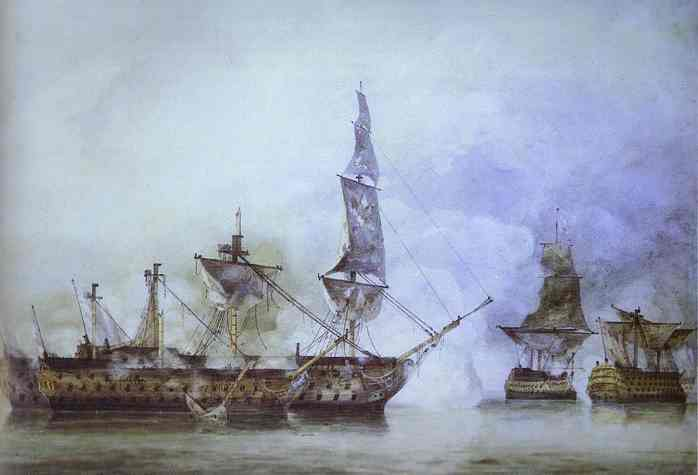
HMS Victory después de la batalla de Trafalgar. Considerada una de las batallas más decisivas de la historia, la victoria británica terminó con los deseos de Napoleón de invadir Gran Bretaña.

La paz firmada con el Reino Unido duró poco. En 1803, el Reino Unido se alió con Rusia y Austria para combatir a la Francia de Napoleón Bonaparte. Dos años después, Napoleón organizó una gran expedición para invadir el territorio británico, pero las fuerzas navales combinadas de Francia y España (aliada de Francia) fueron derrotadas en la batalla de Trafalgar, donde murió el afamado almirante británico Nelson. Tras este contratiempo, Napoleón abandonó (aunque no olvidó) sus planes para invadir las islas británicas, y volcó su atención a sus enemigos en el continente.
En tierra, sin embargo, el ejército francés venció a las fuerzas rusas y austriacas en la batalla de Austerlitz, 1805 (conocida como la batalla de los Tres Emperadores: Francia, Rusia y Austria). Tras Austerlitz, Austria firmó el Tratado de Presburgo, dejando la coalición. Esto le costó a Austria ceder Venecia al Reino de Italia (Napoleónico) y el Tirol a Baviera.
Con la retirada de Austria de la guerra sobrevino un estancamiento. El ejército napoleónico tenía un récord de victorias imbatibles en tierra, pero la fuerza total del ejército ruso aún no había entrado en juego.
Las Guerras Napoleónicas generaron numerosos cambios en el mapa de Europa, como el fin del Sacro Imperio Romano Germánico, que existía desde el siglo X. En su lugar, Napoleón Bonaparte, constituyó la Confederación del Rin. En general, las regiones dominadas por Napoleón acabaron formando gobiernos fieles al emperador francés. Así su área de influencia se incrementó cada vez más.

### Bloqueo Continental al Reino Unido
Reino Unido, por su parte, continuaba siendo el principal oponente de Francia. Con una poderosa fuerza naval y una economía desarrollada, resistía a los ataques de Napoleón Bonaparte. Tratando de disminuir las fuerzas de su adversario, Napoleón Bonaparte, en el año 1806 impuso el Bloqueo Continental, que decretaba el cierre de los puertos europeos al comercio británico. Con esa medida, Napoleón Bonaparte esperaba derrumbar la economía británica para derrotarla luego militarmente. Como consecuencia, el mercado para la burguesía francesa también sería ampliado.

### La Cuarta Coalición

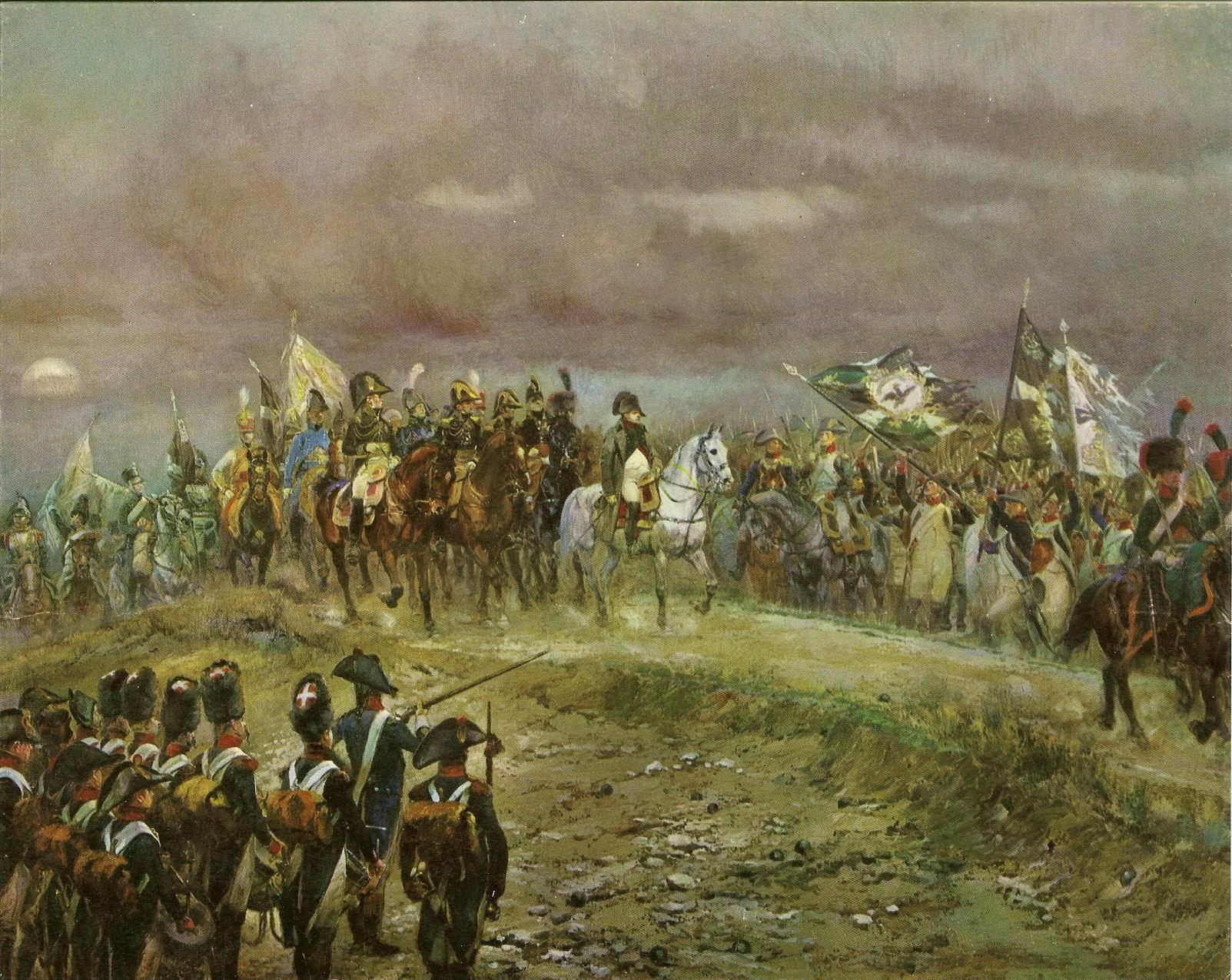
Victoria en la batalla de Jena.

La Cuarta Coalición (1806-1807) de Prusia, Sajonia y Rusia contra Francia se formó solo unos meses después del colapso de la coalición precedente. El rey de Prusia Federico Guillermo III tomó la decisión de ir a la guerra independientemente de las otras grandes potencias. Napoleón lanzó a todas las fuerzas francesas sobre el Rin. Eran alrededor de 160 000 hombres, cifra que aumentó a medida que la campaña contra Prusia se desarrollaba, y se movieron con tal velocidad que virtualmente aniquilaron al ejército prusiano de unos 250 000 hombres. El ejército prusiano fue definitivamente vencido por Napoleón en la batalla de Jena, y por el mariscal Louis Nicolas Davout en la batalla de Auerstädt (14 de octubre de 1806). Esta última batalla enfrentó a un simple cuerpo del ejército francés que derrotó al grueso del ejército prusiano. En Jena, Napoleón únicamente luchó contra un destacamento.
La siguiente etapa de la guerra llevó a la expulsión de las tropas rusas de Polonia y la creación del nuevo Gran Ducado de Varsovia. Napoleón entonces tomó rumbo norte para enfrentarse a los restos del ejército ruso e intentar capturar la nueva capital prusiana de Königsberg. Un movimiento táctico en la batalla de Eylau, entre el 7 y el 8 de febrero, forzó a los rusos a una posterior rendición. Napoleón llevó al ejército ruso entonces a la batalla de Friedland, el 14 de junio. Tras esta derrota, Alejandro se vio forzado a firmar la paz con Napoleón en Tilsit, el 7 de julio de 1807.
En el Congreso de Erfurt (1808), Napoleón y el zar Alejandro I acordaron que Rusia debía forzar a Suecia a unirse al Bloqueo Continental, lo cual condujo a la Guerra Finlandesa y a la división de Suecia por el golfo de Botnia. La parte oriental fue anexada por Rusia en el Gran Ducado de Finlandia.

### Invasión de Napoleón Bonaparte a la península ibérica

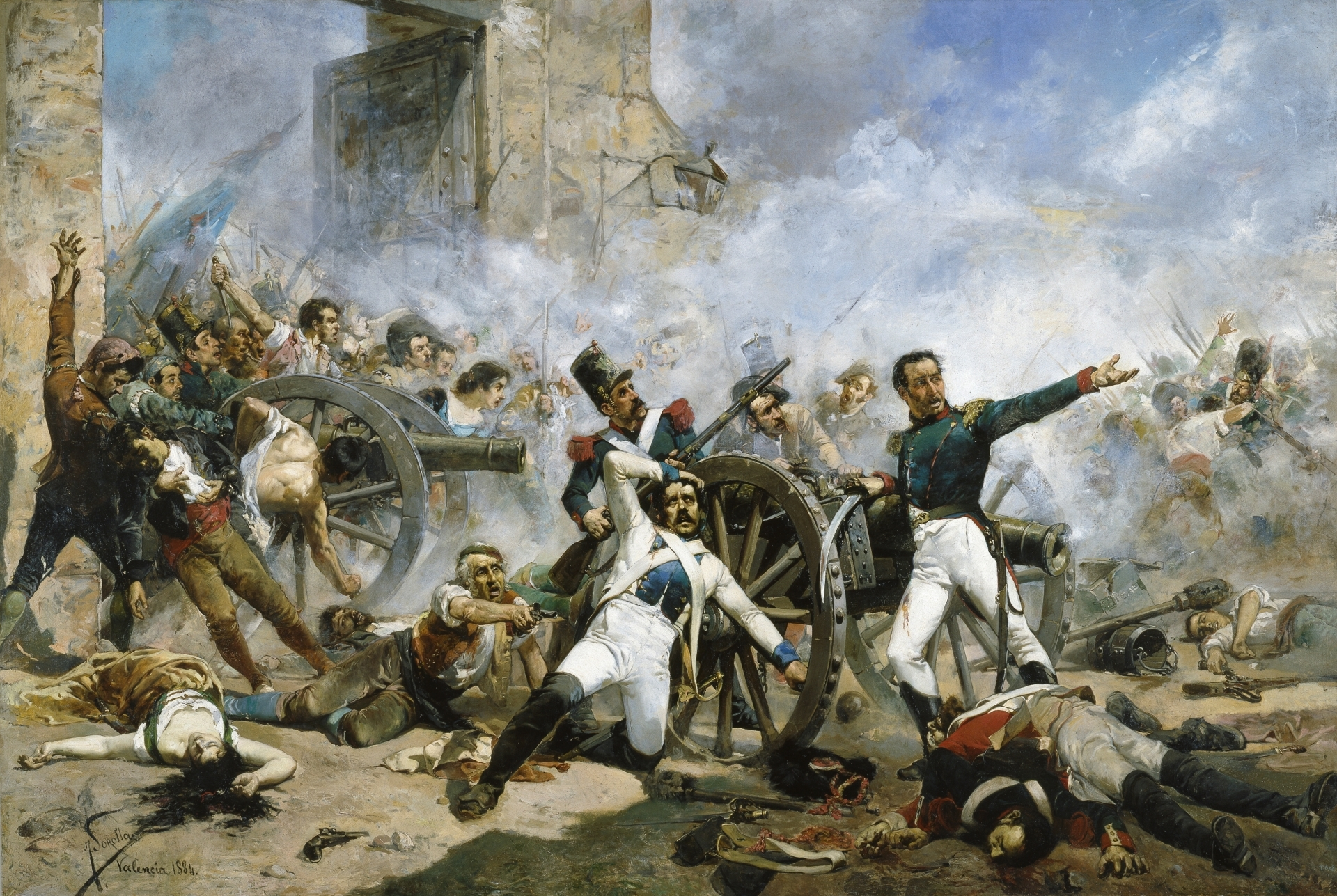
La defensa del parque de Monteleón durante el Levantamiento del 2 de mayo en Madrid.

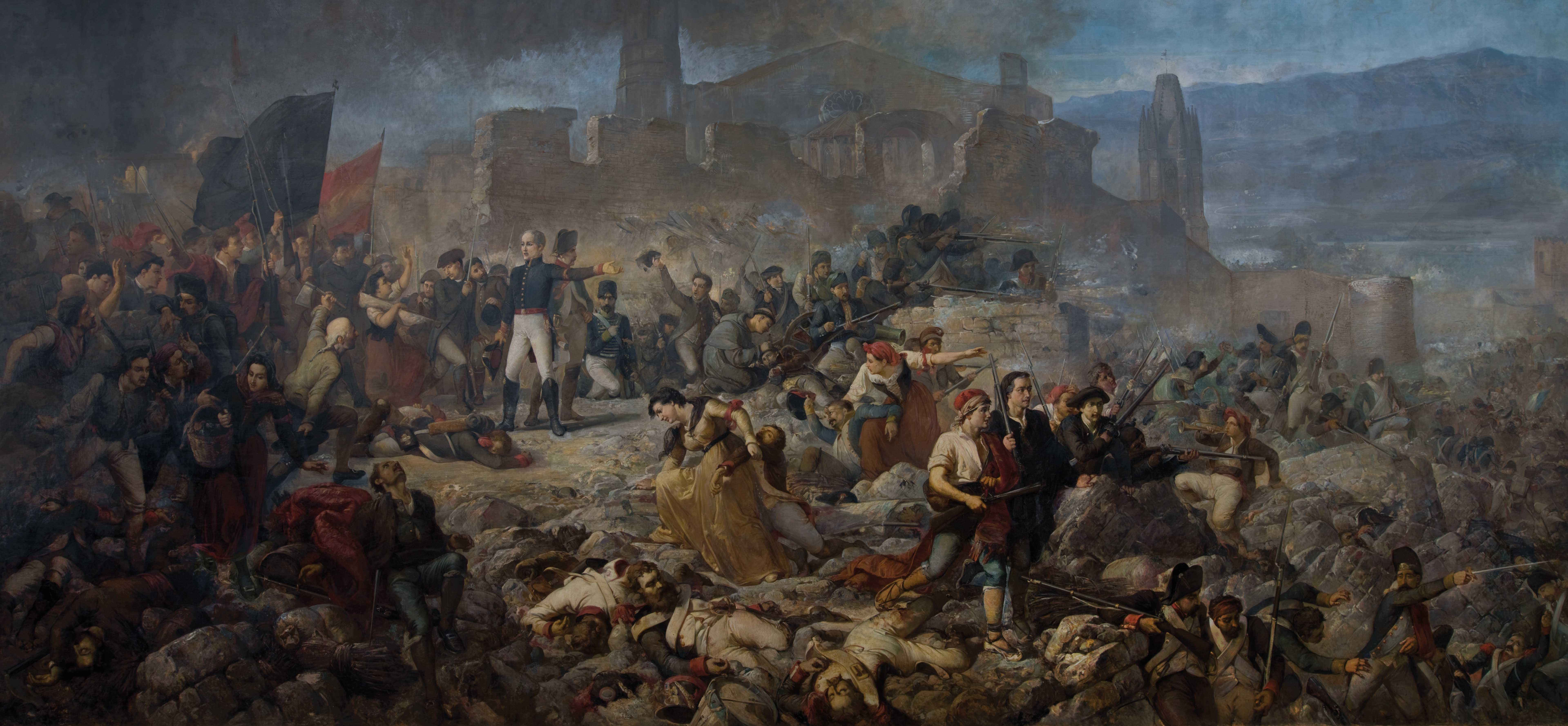
El gran día de Gerona (1863/1864), de Ramón Martí Alsina. Describe uno de los episodios más cruentos del Sitio de Gerona de 1809.

Con el objetivo de hacer cumplir el Bloqueo Continental, Napoleón Bonaparte puso en práctica una política de intervenciones y anexiones. En 1807 ordenó la intervención militar en la península ibérica, dirigida a Portugal (aliado del Reino Unido), pero en el transcurso implicaría la invasión de España, en cuyo trono colocó a su hermano José Bonaparte; los españoles resistieron a la imposición del nuevo rey y se levantaron en armas contra los franceses. A pesar de la represión emprendida, las fuerzas napoleónicas no consiguieron derrotar definitivamente a los españoles. En el mismo año, Napoleón decidió invadir Portugal, el cual era el plan inicial, que había rehusado aceptar el Bloqueo Continental contra el Reino Unido. El país fue ocupado sin dificultades, pero la familia real portuguesa escapó a sus posesiones en América (Brasil) escoltada por navíos británicos. Los franceses, sin embargo, no permanecieron mucho tiempo en Portugal debido a los continuos ataques anglo-portugueses.
El pueblo de Madrid se levantó contra las tropas napoleónicas el 2 de mayo de 1808 y este levantamiento fue el inicio de numerosas revueltas y batallas por todo el país que acarrearon meses después la primera derrota importante de las fuerzas francesas en la batalla de Bailén, el mismo Napoleón comandó las fuerzas que invadieron España y derrotaron al ejército de este país; también derrotó al ejército británico que vino en ayuda de España.
Este conflicto supuso un gran desgaste humano (se ha estimado en 300 000 bajas) y económico para Francia. Se calcula que el 10 % de las bajas tanto del lado español como el francés ocurrieron durante los dos sitios a la ciudad de Zaragoza, entre el 15 de junio de 1808 y el 21 de febrero de 1809.

### Influencia Napoleónica en América

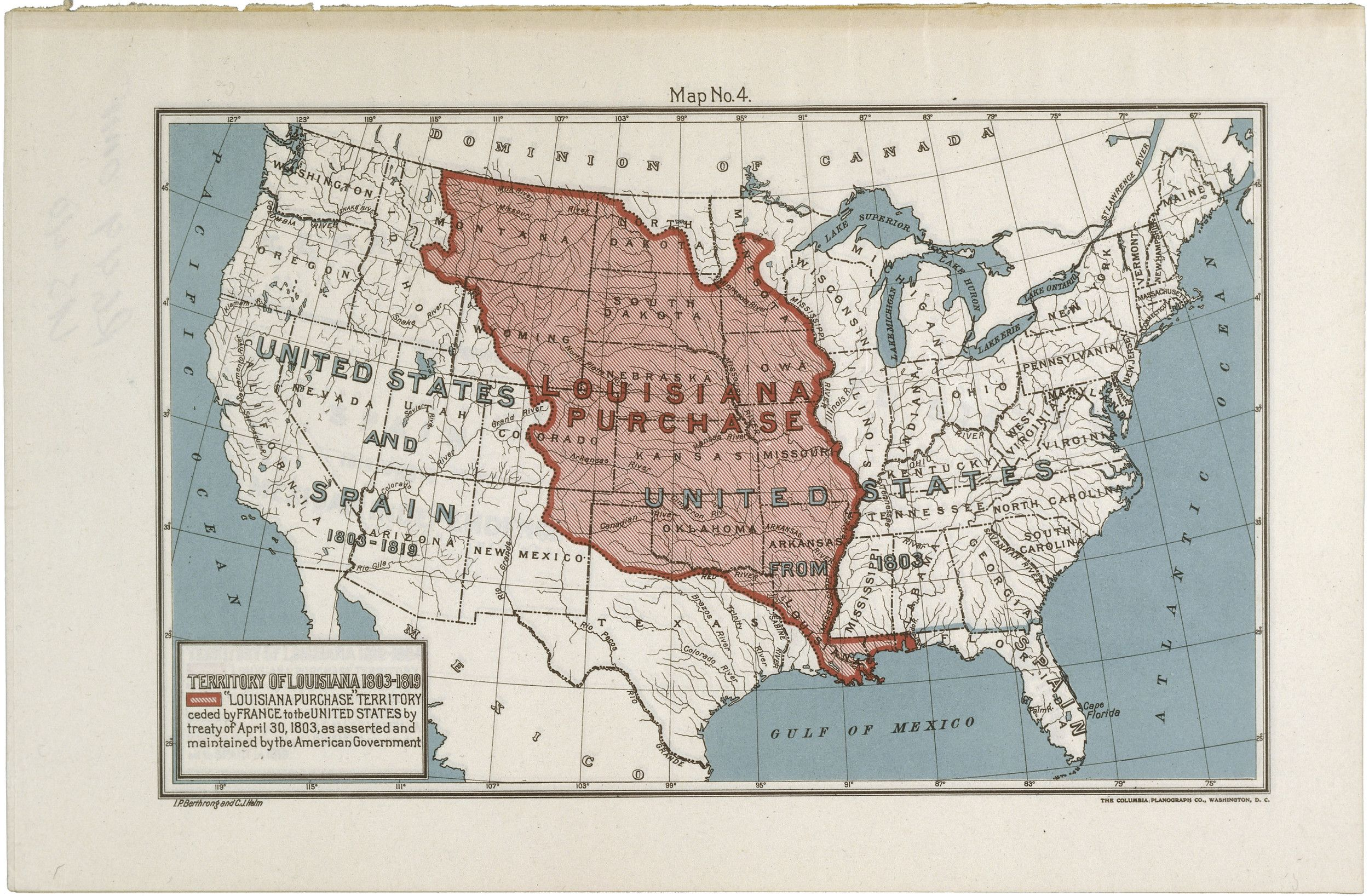
El territorio comprado de la Luisiana en un mapa de principios del.

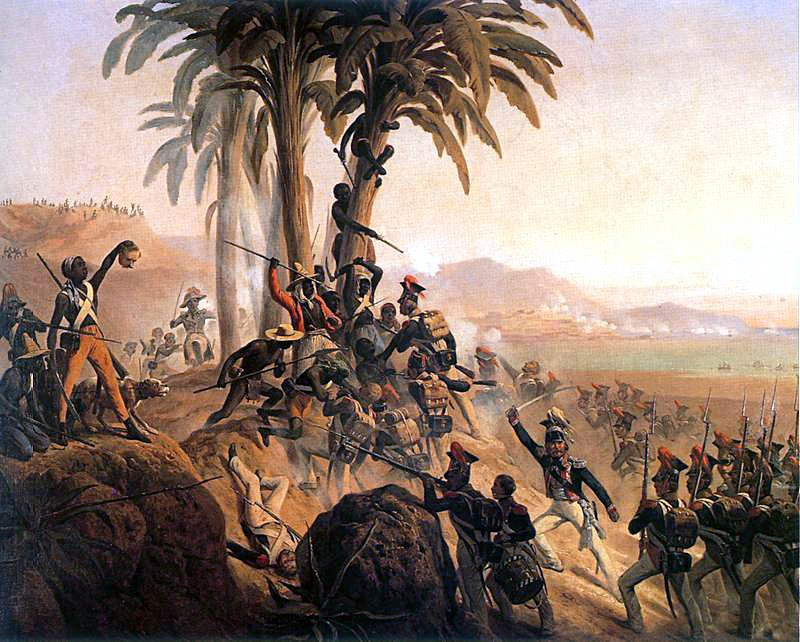
Batalla en Santo Domingo, de January Suchodolski sobre un choque entre tropas polacas al servicio de Francia y rebeldes haitianos.

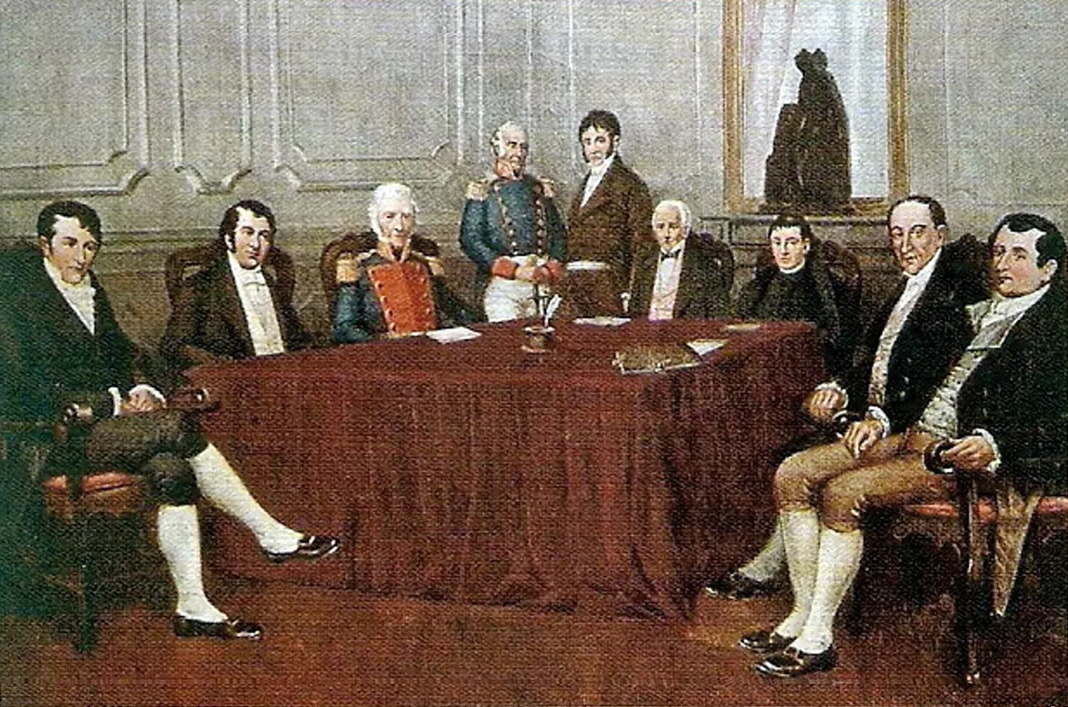
Primera junta de gobierno (Argentina). Las juntas de gobierno locales fueron fieles a la persona de Fernando VII (pero no al gobierno nacional español o francés), a quien reconocían como legítimo soberano.

Además de las repercusiones en Europa, la invasión napoleónica en la península ibérica tendría importantes consecuencias en la América colonial. La caída del rey español acabó siendo el detonante que conduciría la creación de juntas de gobierno, para autogobernarse, en la América española, que luego derivarían en la independencia de los territorios españoles en América.
En el resto del continente, la Compra de Luisiana y el manejo que dio Francia al proceso de independencia de Haití tuvieron una enorme influencia en el desarrollo del continente.
Napoleón Bonaparte, cuyo poder en Francia era cada vez mayor, deseaba restablecer en Saint-Domingue el dominio de los colonos franceses y conseguir recuperar así la pujanza de la industria azucarera. Envió a La Española un ejército de 25 000 soldados al mando de su cuñado Carlos Víctor Leclerc (1772-1802) al mando de la expedición en diciembre de 1801. Los franceses no consiguieron restablecer la esclavitud en Saint-Domingue. Gracias al poderío militar construido en tiempos de Louverture, los negros derrotaron a los franceses en la batalla de Vertieras en 1803. El 1 de enero de 1804, un nuevo líder, Jean-Jacques Dessalines, proclamó la independencia del país, al que rebautizó con su nombre aborigen Haití que significa tierra montañosa.
En 1803 la Luisiana era un territorio de aproximadamente dos millones de km², que lindaba al norte con las posesiones británicas, al este con el río Misisipi y al sur y oeste con la Nueva España.
Estados Unidos buscaba la manera de controlar la navegación sobre el río Misisipi, hecho que le llevó a iniciar negociaciones con el régimen de Napoleón Bonaparte, por entonces primer cónsul francés. Por su parte Francia tenía prisa por deshacerse de esta colonia que había obtenido sólo dos años atrás (por medio del Tratado de Retrocesión con España, que obligaba a devolver a Francia el territorio adquirido por España tras la Guerra de los siete años), ya que Haití había declarado su independencia de Francia, situación que imposibilitaba a la armada francesa la buena defensa de la Luisiana desde este bastión. Ante esta situación Napoleón prefirió entonces vender la colonia a los estadounidenses que correr el riesgo de perderla ante los británicos.

## Declive del imperio

Mapa de Europa en 1812, en rojo la Sexta Coalición, en azul el Imperio Napoleónico.

En 1810, a pesar de los problemas en la península ibérica, los franceses eran los señores de gran parte de la Europa Occidental. A partir de esa época, sin embargo, una sucesión de obstáculos acabaría llevando al agotamiento del imperio. En la propia Francia el prestigio de Napoleón Bonaparte estaba siendo sacudido en todos los estratos sociales en consecuencia del despotismo del régimen y las guerras continuas. No solo las bajas humanas eran grandes, sino también millares de jóvenes trataban de escapar del servicio militar.
Cuando más se intensifican las manifestaciones de oposición, el gobierno recurría a la censura de los periódicos, libros y a la represión policial. Esas medidas aumentaban el descontento de la mayoría de los franceses.[cita requerida]

### LaSexta Coalición

#### Napoleón Bonaparte invade Rusia: "Tierra quemada"

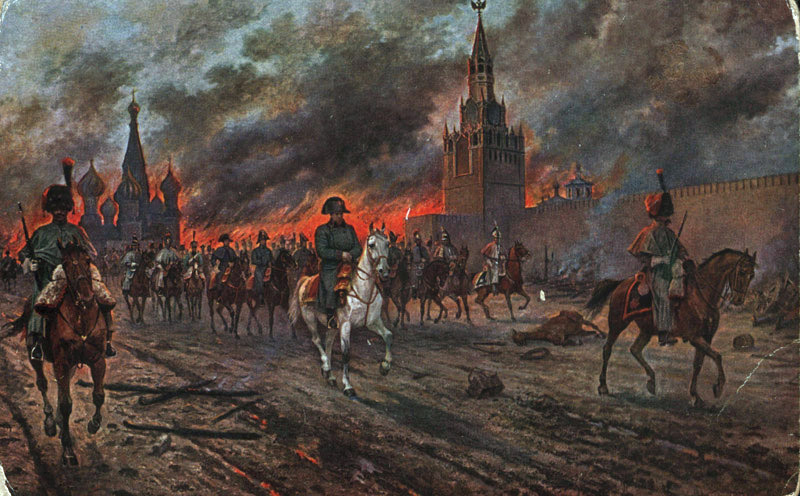
Incendio de Moscú.

En el plano externo, Francia no conseguía vencer a la resistencia de los británicos, que frecuentemente encabezaban coaliciones militares formadas con otros países adversarios como Austria y Rusia para derrotar al Imperio francés. El Bloqueo Continental era también cada vez más irrespetado. Prueba de eso es que, en 1810, el zar de Rusia, Alejandro, rompió con el acuerdo con Francia y promovió una reaproximación con el Reino Unido; en represalia, Napoleón Bonaparte y sus tropas invadieron Rusia en 1812.
A pesar de haber tomado Moscú, los franceses no consiguieron la victoria. A su llegada, hallaron una ciudad desierta y en llamas, y no consiguieron abrigo para descansar ni alimentos para reponer las fuerzas de las tropas y de los caballos.
En este episodio, Napoleón fue cogido por sorpresa, porque el ejército ruso había recurrido a la hábil estrategia de tierra quemada: destrucción intencionada del lugar poco antes de la invasión para impedir la obtención de suministros y la retirada del contingente militar para evitar una confrontación abierta con los invasores. La maniobra representó un desastre para el ejército francés. Sin salida, las tropas napoleónicas dejaron la ciudad bajo un riguroso invierno y casi todos fueron aniquilados por los ataques esporádicos realizados por el ejército ruso desde la retaguardia, también por el hambre y por el frío. Del ejército de 650 000 soldados armados que ingresaron en junio a territorio ruso, ya en noviembre apenas llegaba a la cifra de 27 000 hombres. La victoria total en esta ocasión, fue de los rusos.

#### Avances de la Coalición

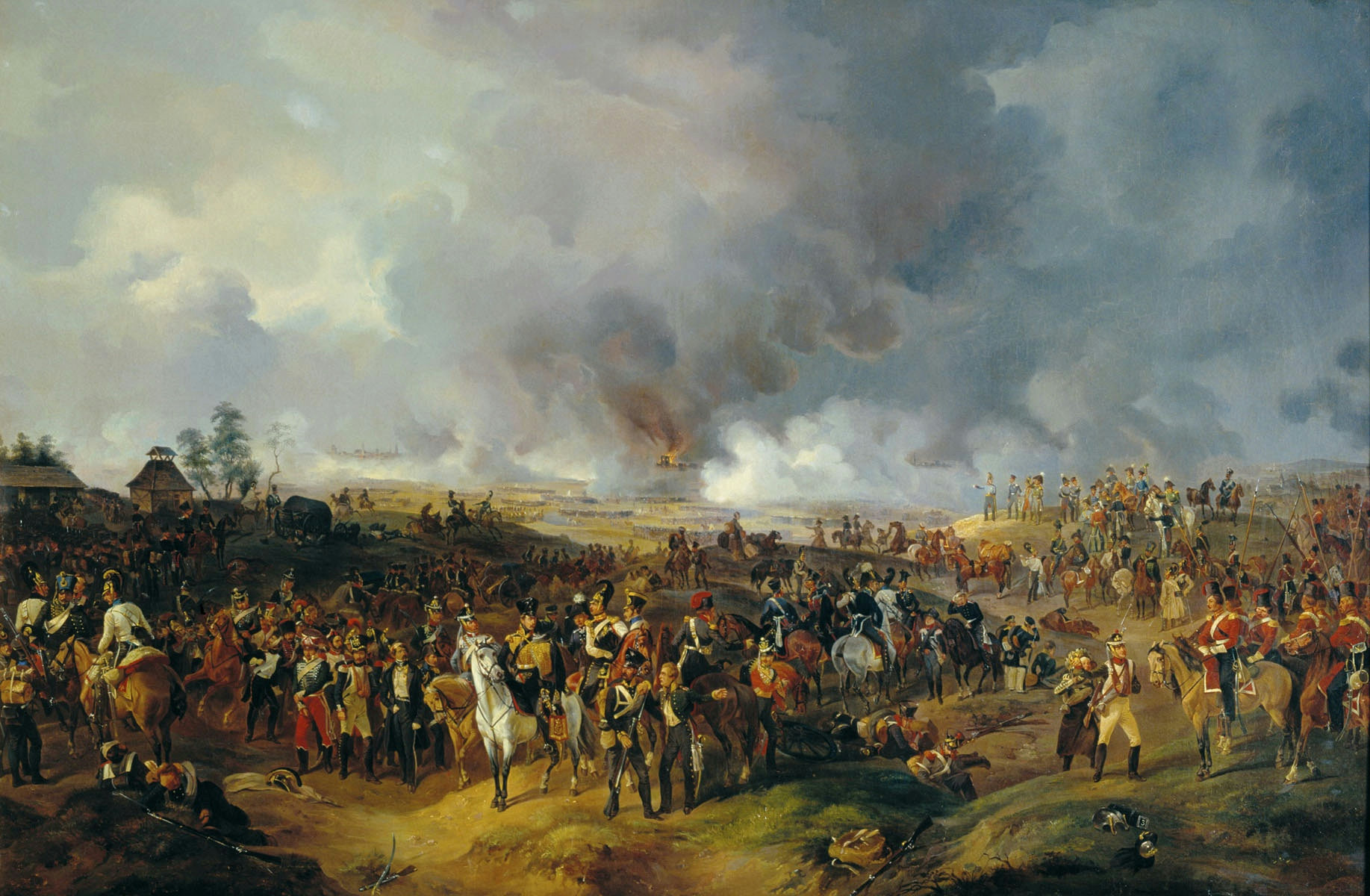
Batalla de Leipzig.

En la guerra española, con la batalla de Vitoria (21 de junio de 1813), la ocupación francesa de España se acabó definitivamente por la victoria de sir Arthur Wellesley sobre José Bonaparte, y los franceses se vieron forzados a abandonar España cruzando los Pirineos.
Viendo una oportunidad en esta histórica derrota de Napoleón, Prusia volvió a la guerra, Napoleón creyó que podría crear un nuevo ejército tan grande como el que había enviado a Rusia, y reforzó rápidamente sus fuerzas en el este de 30 000 a 130 000 hombres, que posteriormente llegaron a los 400 000. Napoleón infligió 40 000 bajas en las fuerzas aliadas en la batalla de Lützen (2 de mayo de 1813), y en la batalla de Bautzen (20 de mayo al 21 de mayo).
En la batalla de Leipzig en Sajonia (16 de octubre al 19 de octubre de 1813), también llamada «batalla de las Naciones», 191 000 franceses lucharon contra más de 450 000 aliados, y los franceses fueron derrotados y forzados a retirarse a Francia. Napoleón luchó en una serie de batallas, incluyendo la batalla de Arcis-sur-Aube, en Francia, pero poco a poco fue forzado a retroceder frente la superioridad de sus oponentes.
La etapa final de la campaña, la defensa de Francia, hizo volver al emperador a la lucha al frente de sus tropas contra un enemigo inmensamente superior en número en la Campaña de los Seis Días, la cual muchos consideran la mejor campaña de toda su carrera. Finalmente, sus anteriores pérdidas en Rusia y Alemania así como el número abrumador de efectivos coaligados fueron demasiado grandes como para ser remediados en esta última etapa, y los aliados terminaron ocupando París, lo cual aunado a la traición de los mariscales forzó al Emperador a abdicar.

### Séptima Coalicióncontra Francia: abdicación y exilio de Napoleón Bonaparte
La derrota del ejército napoleónico fortaleció a al Reino Unido y sus aliados. Arruinado, Napoleón Bonaparte, tuvo que renunciar, en 1814, al trono francés y fue al exilio a la isla de Elba. La coalición liderada por el Reino Unido ocuparía Francia, restableciendo la monarquía de los Borbones y colocarían en el trono a Luis XVIII de Francia, hermano del rey depuesto y guillotinado: Luis XVI, en 1793 durante la Revolución francesa. Al mismo tiempo, los países victoriosos decidieron reunirse y trazar los destinos de Europa, organizando el Congreso de Viena donde reconfiguraron el mapa de Europa.

#### Restablecimiento de la Monarquía en Francia

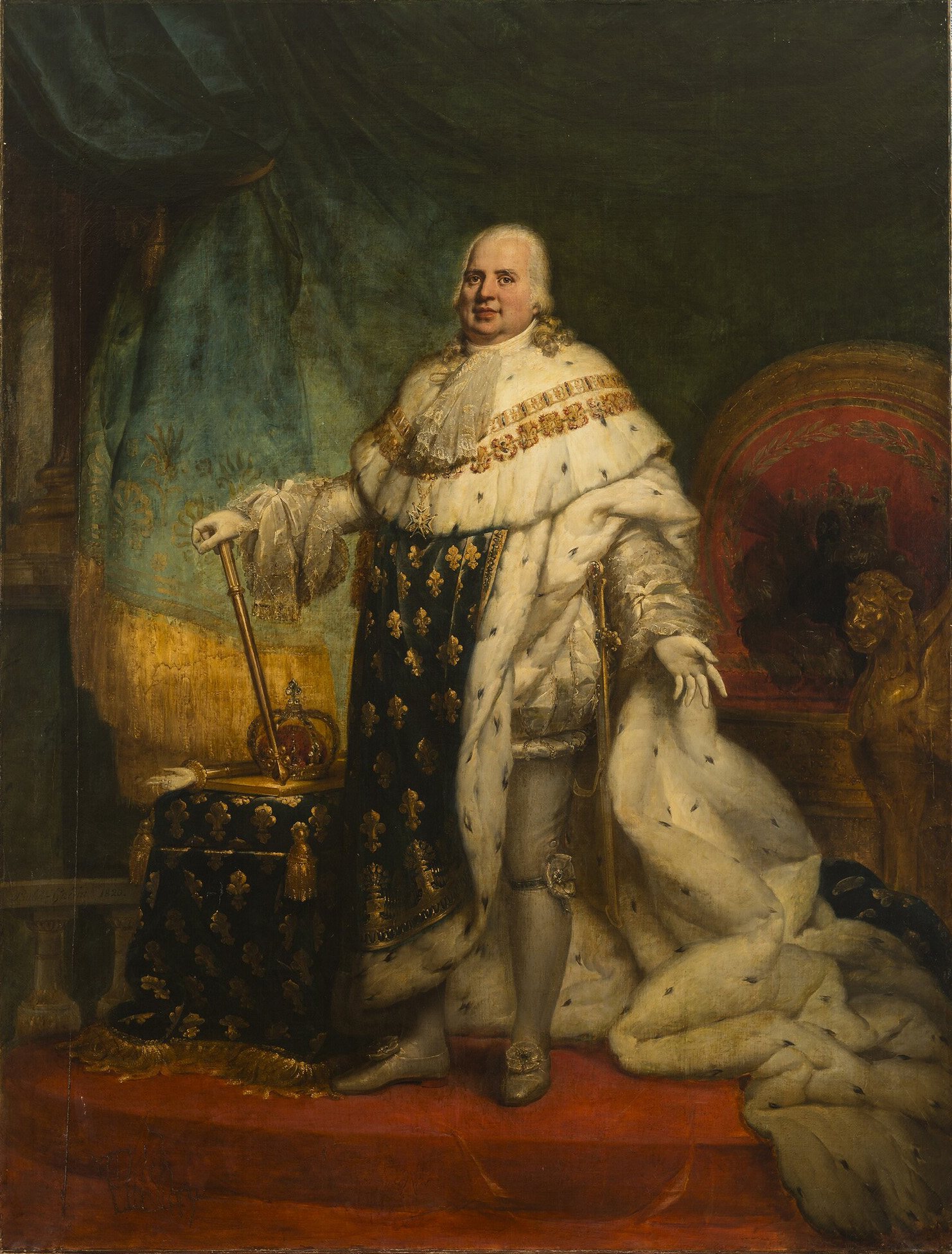
Luis XVIII.

Las tropas aliadas entraron en París el 31 de marzo de 1814. Luis XVIII, sin embargo, no podía caminar, y así envió al conde de Artois a Francia en enero de 1814. Luis emitió patentes en las que nombraba al conde de Artois lugarteniente general del Reino en el evento en el que los borbones fueron restaurados. Napoleón I abdicó el 11 de abril. Cinco días después, el Senado Francés invitó a los borbones a reasumir su lugar en el trono de Francia.
Luis XVIII firmó el Tratado de París el 30 de mayo de 1814. El tratado le dio a Francia sus fronteras de 1792, que se extendían al este del Rin. No tuvo que pagar ninguna indemnización de guerra, y los ejércitos de ocupación de la Sexta Coalición se retiraron al instante del suelo francés. Estos términos generosos se invertirían en el próximo Tratado de París después de los Cien Días (el regreso de Napoleón a Francia en 1815).
El restablecimiento de la monarquía de los Borbones en Francia fue seguido al retorno de los nobles que se habían fugado del país al inicio de la Revolución francesa. Al regresar, los exiliados quisieron recuperar sus antiguos derechos y bienes, lo que generó gran insatisfacción popular.

#### Regreso de Napoleón Bonaparte: Imperio de los Cien Días

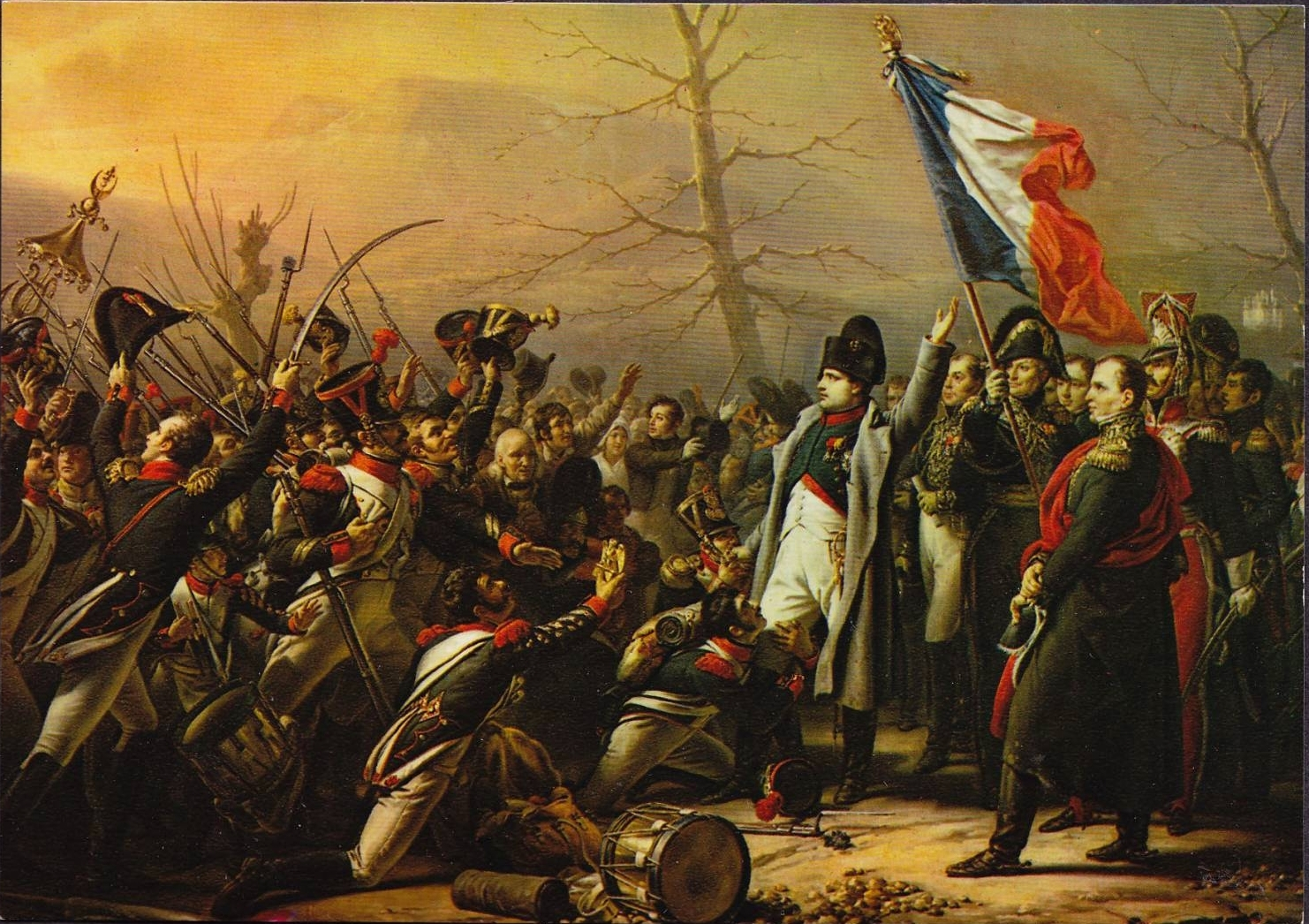
El retorno de Napoleón.

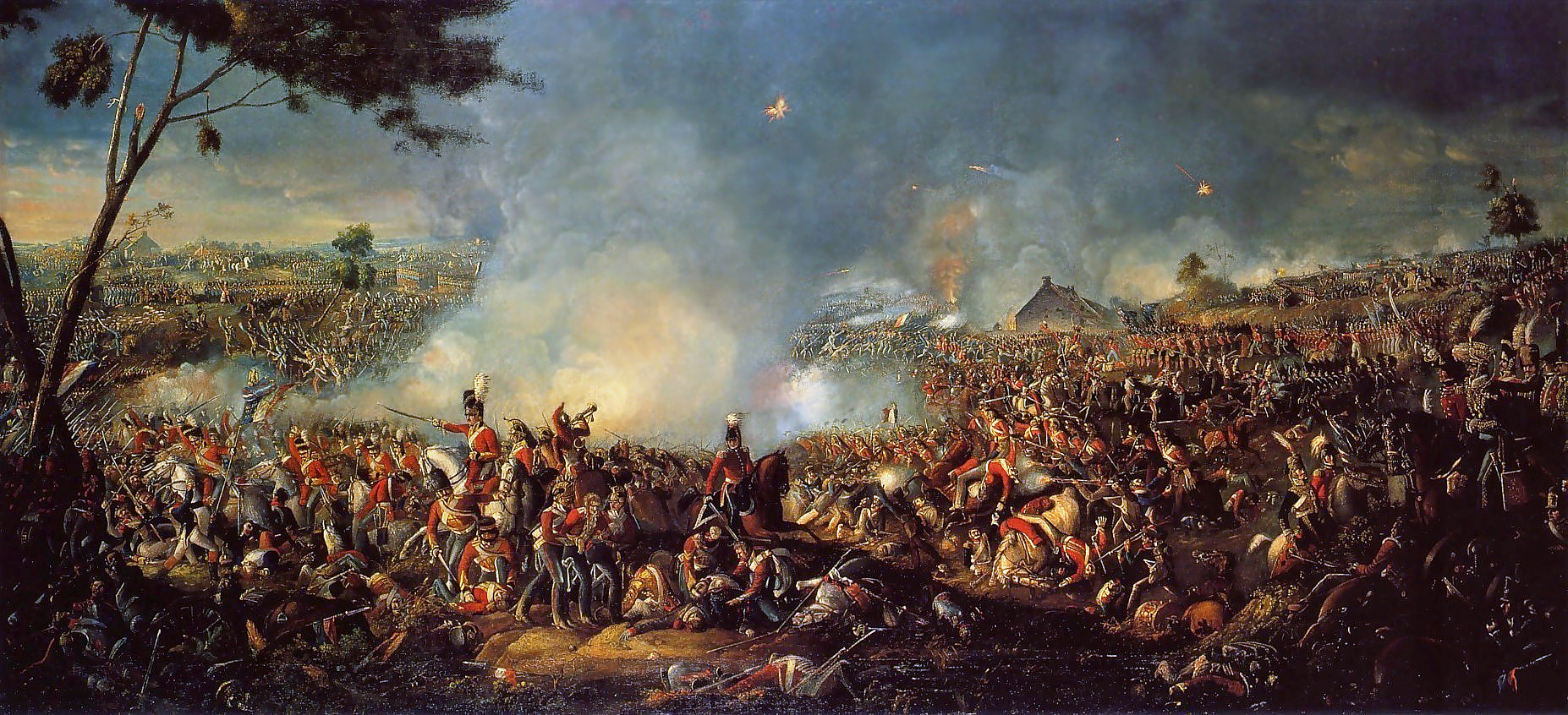
La batalla de Waterloo, por William Sadler.

Percibiendo que el momento era propicio para intervenir una vez más en el escenario político, Napoleón Bonaparte se fugó de la isla de Elba y, en marzo del año 1815, retomó el gobierno. El nuevo gobierno duró apenas cien días. El periodo conocido como los Cien Días comenzó cuando Napoleón abandonó Elba y desembarcó en Cannes, el 1 de marzo de 1815. A medida que se trasladaba hacia París, fue recabando apoyos por donde pasaba, y finalmente derrocó al recién restaurado Luis XVIII sin haber disparado un solo tiro, siendo llevado en hombros hasta el palacio de las Tullerías por la multitud enardecida. Los aliados prepararon de inmediato sus ejércitos para enfrentarse a él de nuevo.
Establecido de nuevo en París, promulgó una nueva constitución, de carácter más democrático y liberal que la vigente durante el Imperio. Muchos veteranos acudieron a su llamada, comenzando de nuevo el enfrentamiento contra los aliados. El resultado fue la campaña de Bélgica, que concluyó con la derrota en la batalla de Waterloo el 18 de junio de 1815.

#### Derrota definitiva de Napoleón Bonaparte: exilio y muerte en la isla de Santa Elena

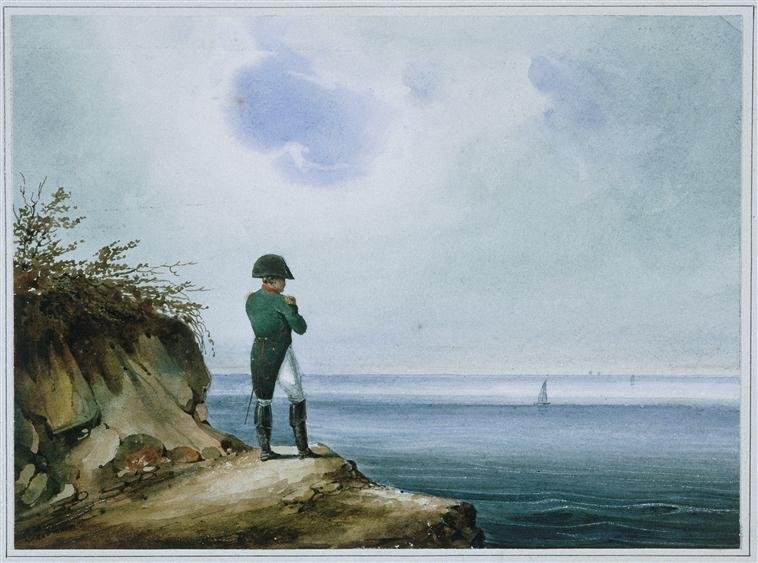
Napoleón en Santa Elena.

Napoleón Bonaparte fue definitivamente vencido por el general británico Wellington en la batalla de Waterloo, en Bélgica, en junio de 1815, y abdicó en su hijo, Francisco Carlos José Bonaparte, proclamando a este como Napoleón II. Lo efímero del nuevo gobierno de su padre, impidió que Napoleón II pudiera volver a Francia para confirmar su nombramiento y hacerse cargo de la herencia. Esta vez, los británicos, a quienes se rindió el 15 de julio, enviarían a Napoleón Bonaparte a un lugar más distante: la isla de Santa Elena, en pleno océano Atlántico. Desembarcó en ella el 17 de octubre, y allí murió el 5 de mayo de 1821.

## Administración

### Emperador
"Emperador de los franceses" es el título que se impuso a Napoleón en 1804 con la instauración del Primer Imperio francés, durando hasta 1815, año en el que las potencias europeas coaligadas le permitieron seguir ostentándolo, pero reducido territorialmente a la Isla de Elba; posteriormente lo ejerció en los Cien Días de 1815, concluyendo en su definitiva derrota en la batalla de Waterloo.
El hijo de Napoleón, Napoleón Francisco José Carlos Bonaparte (1811–1832), fue hecho rey de Roma (1811–1814) y proclamado emperador como Napoleón II el 22 de junio de 1815, tras la abdicación de su padre (como consecuencia de la derrota en la batalla de Waterloo), dejando de serlo el día 7 de julio del mismo año, con la entrada de los aliados y partidarios de Luis XVIII en París.

### Gobierno
Bajo el Imperio, cada ministro trabajaba directamente para Napoleón: todo el poder estaba en sus manos. Son reducidos a meros agentes de ejecución, y su trabajo consiste en supervisar la aplicación de las leyes.
Para ayudar a los ministros con el exceso de trabajo, se establecieron administraciones dirigidas por consejeros de Estado (llamadas Direcciones Generales); éstas son parte independiente de los ministerios. Así, se creó la Dirección General de Correos (en 1804), la Dirección Forestal (1805), la Dirección General de Renovación y Conscripción Militar (1806), la Dirección General de víveres de guerra (1808) y la Dirección General de Minas (1810), uniéndose a la ramas creadas bajo el consulado.
Con todo, la autoridad de Napoleón no alcanzó su consolidación definitiva únicamente en virtud de reformas. La dictadura se afianzó en el poder con el ejército como columna vertebral, que mediante levas de reclutas contó, entre 1806 y 1812, con 1,3 millones de soldados, el 41% de los hombres obligados al servicio militar y con una burocracia ordenancista y centralizada.
Pero no existió libertad política. Napoleón persiguió implacablemente a los enemigos internos y a las voces críticas -Madame de Stäel y Chateaubriand- con una rigurosa censura de prensa y un eficaz aparato policial.
El bonapartismo, es decir, una dictadura plebiscitaria que sólo admitía a ciertos grupos asesores carentes de verdaderas atribuciones jurisdiccionales, desarrolló una actividad reformista intensísima, que excluía a los rivales políticos realmente poderosos. En los momentos más decisivos de su reinado, Napoleón buscó invariablemente la ratificación de las masas, como cuando decidió dar carácter vitalicio (1802) y sucesorio a su consulado, o cuando quiso crear el imperio (1804). De todos modos, la sociedad burguesa, liberalizada e igualada, fue sometida conscientemente a un proceso de despolitización, al tiempo que se construía un estado omnipresente y autoritario, de ribetes monárquicos.

#### Asambleas legislativas

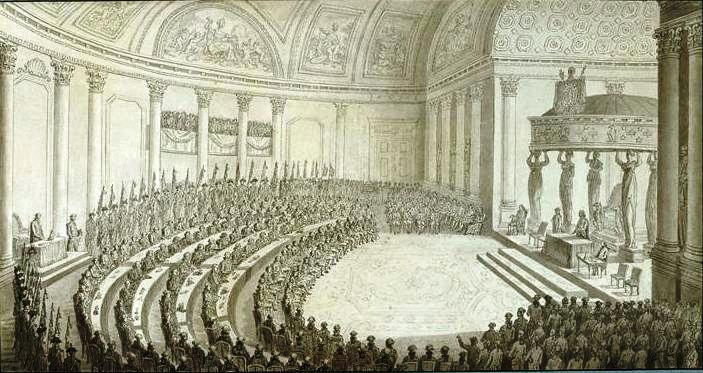
Grabado que representa una sesión del senado.

El imperio mantuvo las instituciones creadas en el consulado, como el Senado conservador (Sénat conservateur), el Cuerpo Legislativo (Corps législatif), el Tribunat y el Consejo de Estado (Conseil d'État).
Senado conservador: La misión del Senado es garantizar la constitucionalidad de las leyes: es el "conservador de la Constitución" y puede, como tal, votar en contra de la promulgación de un texto votado por el Cuerpo Legislativo. Durante el Consulado, le corresponde a él designar a los Cónsules; bajo el Imperio, puede al ser necesario elegir un regente, o incluso un nuevo Emperador si el titular del cargo muere sin heredero directo.
Cuerpo Legislativo: El papel de esta asamblea es exclusivamente legislativo: consiste en aprobar o no, pero sin debatir, las leyes que se le presentan después de su examen por parte del Tribunat. Los poderes del Cuerpo Legislativo aumentaron después de la supresión del Tribunato (1807).
Tribunat: Su función es solo deliberar sobre los proyectos de ley antes de su adopción por el Órgano Legislativo, las iniciativas de leyes eran del Consejo de Estado. El procedimiento para adoptar la ley se organizó sobre el principio de la división del trabajo entre el Tribunado, que discutió los proyectos sin votarlos, y el Órgano Legislativo, que votó los proyectos sin discutirlos. Esta asamblea se elimina en 1807.
Consejo de Estado: El Consejo de Estado del Año VIII es responsable de preparar los proyectos de ley y ayudar al Jefe de Estado en la resolución de conflictos administrativos. Los miembros del Consejo de Estado presentan y defienden los proyectos del gobierno ante el cuerpo legislativo. Mimado por Bonaparte, durante el Consulado y el Imperio, tendrá un papel clave en la redacción del Código Civil.

### Los departamentos
En la proclamación del Imperio 18 de mayo de 1804, Francia cuenta con 106 departamentos. Además de las provincias del antiguo régimen dividido en ochenta y tres departamentos y el Condado Venassino, tiene las conquistas de la Revolución francesa con Bélgica y Luxemburgo dividida en nueve departamentos, la orilla izquierda del Rin dividido en cuatro departamentos, la reunión del Ducado de Saboya, el condado de Niza y de la República de Ginebra da tres departamentos, el Piamonte anteriormente perteneciente al reino de Cerdeña se divide en seis departamentos.

Departamentos franceses y máxima extensión del imperio.

## Trabajo institucional
En 1801, se firmó el concordato entre Napoleón y el papa Pío VII. El 21 de marzo de 1804 se promulga el Código Civil de Francia. En 1806, el Tribunal del Trabajo. En 1808 Napoleón creó la Universidad, institución estatal.

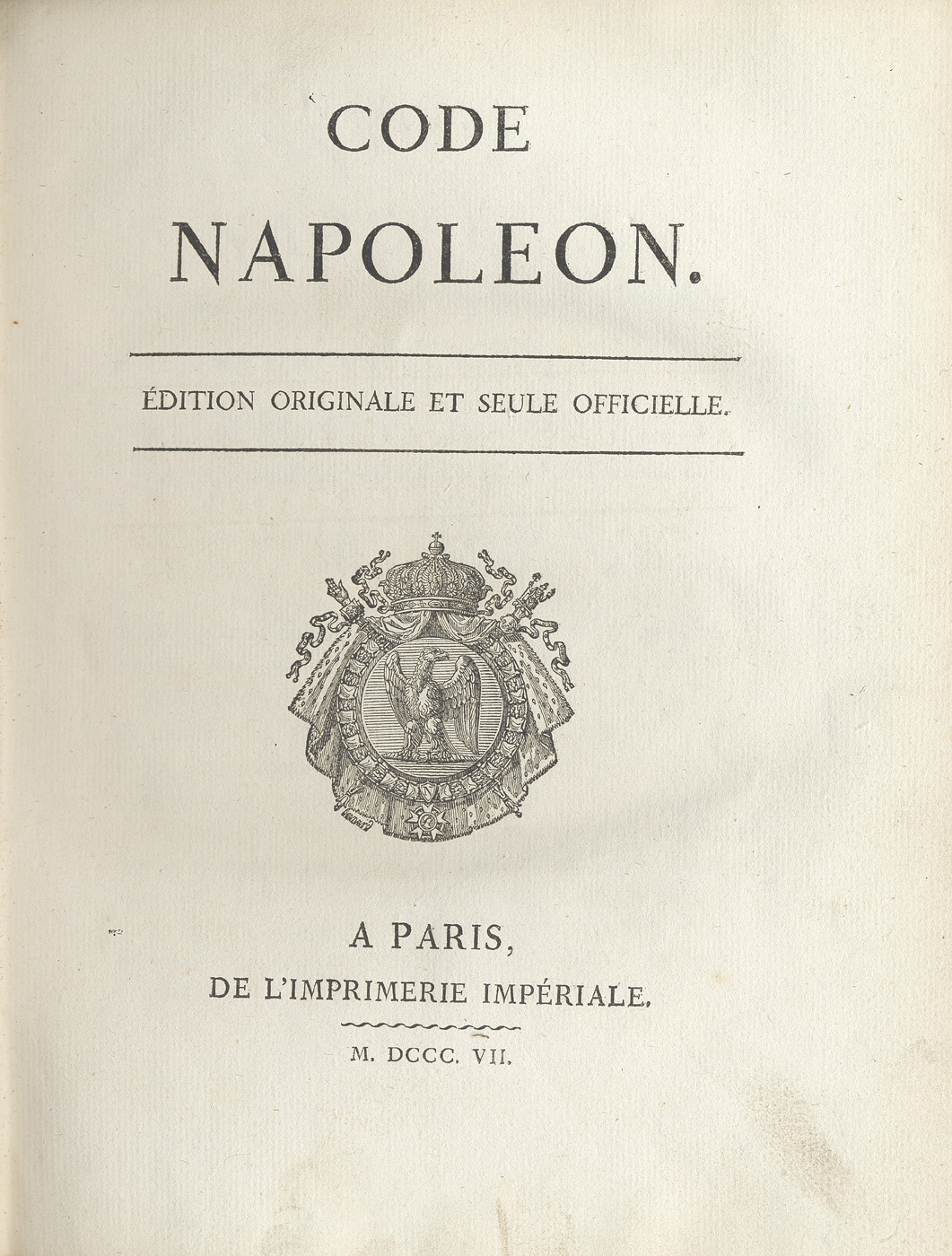
Código Napoleónico

### Leyes
- El Código Napoleónico (Código Civil francés).
- El Tribunal de Trabajo
- El Código de Procedimiento Civil
- El Tribunal de Casación
- El Código de Comercio
- El Código Penal

### Obras materiales
- Obras viales: camino de Mont Cenis, Simplon, Mont Genevra, continuando la construcción de carreteras comenzaron en el siglo XVIII.
- Obras portuarias: Amberes, Dunkerque, Cherburgo.
- Cursos de agua: canal del Ourcq, canal de Nantes a Brest.
- Arco del Triunfo.
- Puentes: Puente de las Artes, el puente de Jena y el puente de Austerlitz en París, puente de piedra en Burdeos.
- Palacio Brongniart y la columna Vendôme.
- Fundación de la nueva ciudad de La Roche-sur-Yon.
- Cementerios, morgue de París.

Arco del Triunfo
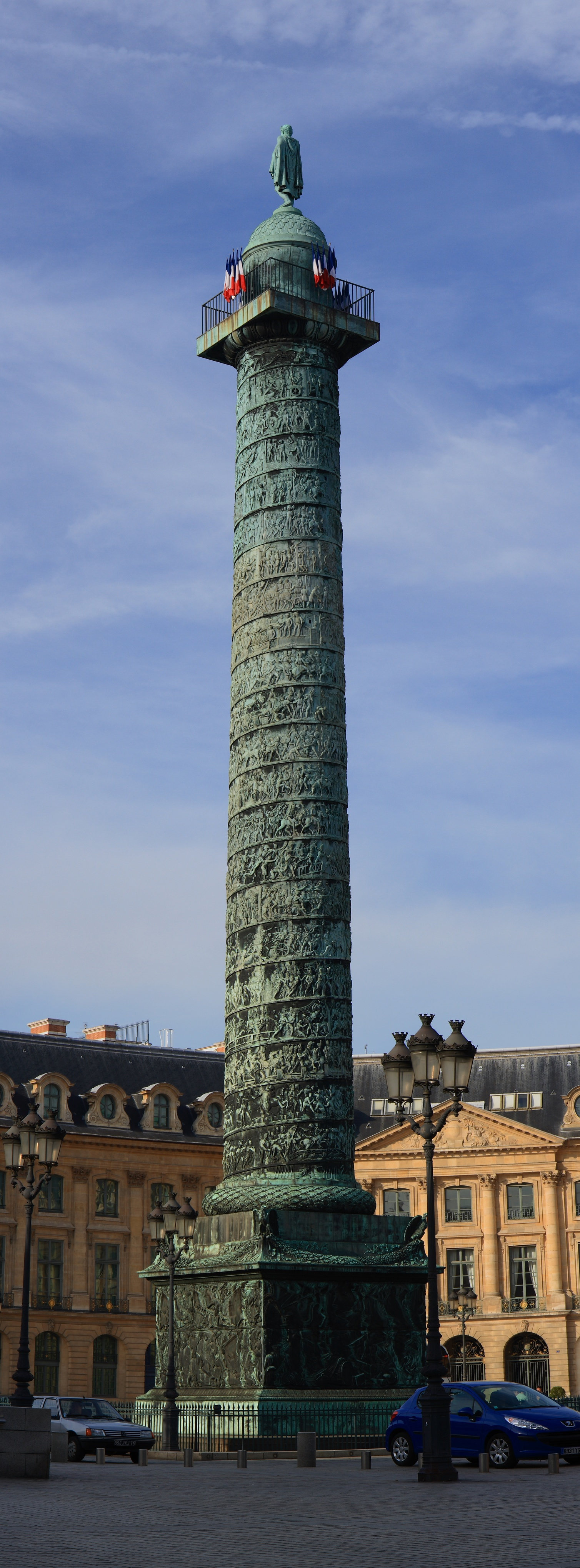
Columna Vendôme

### Legión de Honor

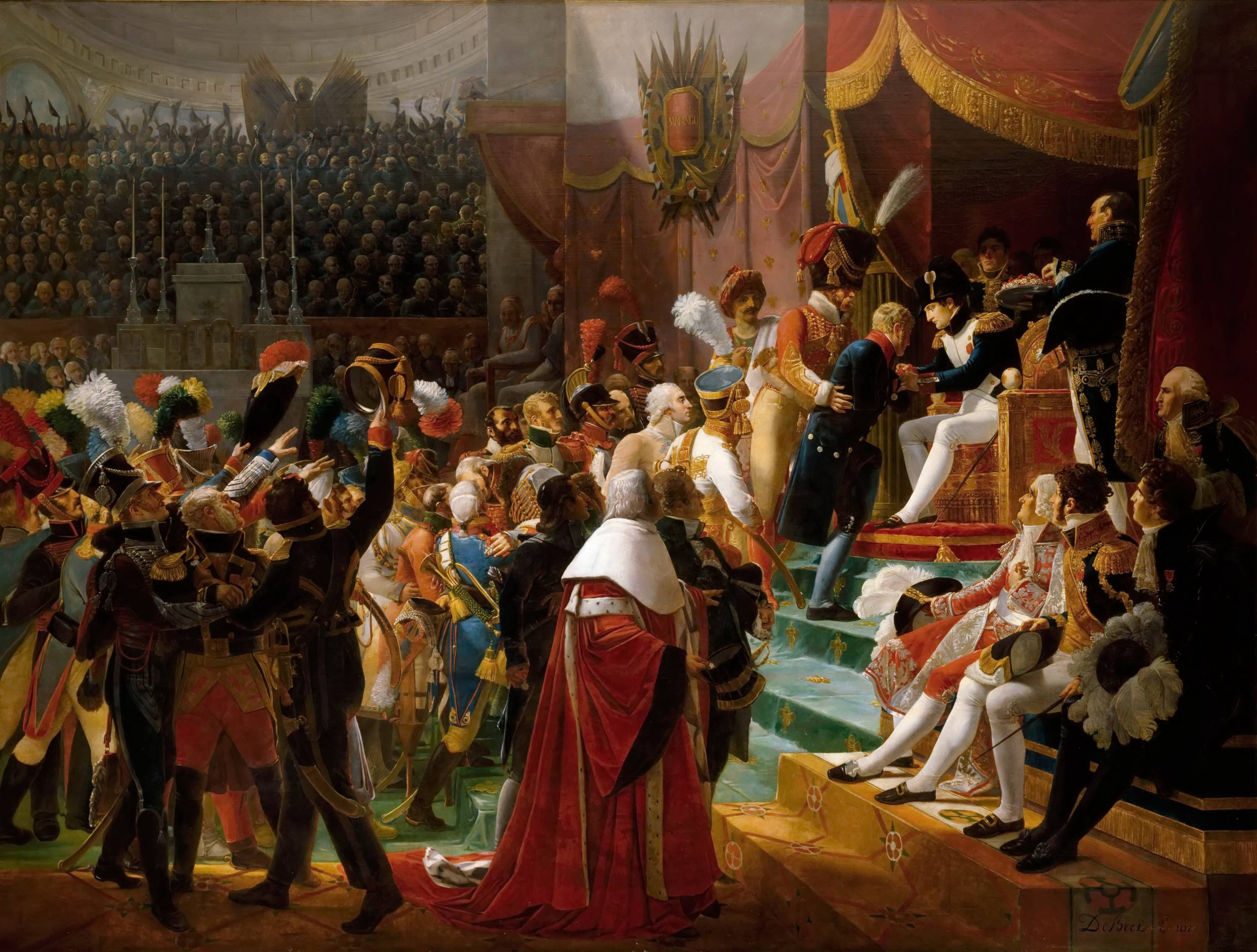
Primera entrega de condecoraciones de la Legión de Honor por el emperador Napoléon, el 14 de julio de 1804, obra de Jean-Baptiste Debret.

La Legión de Honor (en francés, Légion d'Honneur) es la más conocida e importante de las distinciones francesas. Fue establecida por el emperador Napoleón I de Francia en 1804.
El 20 de mayo de 1802, el cónsul Napoleón Bonaparte instituyó la orden nacional de la Legión de Honor, retornando así a las condecoraciones públicas, ya que las del Antiguo Régimen fueron abolidas con la Revolución de 1789. El 15 de julio de 1804 en una grandiosa ceremonia en Hôtel des Invalides en París, Napoleón entregó las primeras medallas de la Legión de Honor a los mariscales, soldados, inválidos de guerra, científicos, artistas y escritores, con méritos sobresalientes.

## Demografía
Se estima que para 1812 la población del Imperio francés era de 96 672 000 habitantes, contando los territorios imperiales cómo así también los territorios satelitales. Francia contaba con una población de aprox. 27 millones de personas, conformando así el territorio más poblado del Imperio.
La ciudad más poblada del Imperio francés era París, con una población de 750 000 hab., seguida por Nápoles con 435 000 hab., esta, a su vez, seguida por: Roma con 369 000 hab., Madrid con 309 000 hab. y Berlín con 280 000 hab.

### Población del Imperio francés por regiones actuales
- Alemania: 23 000 000 hab.
- Austria (Tirol y Vorarlberg): 172 000 hab.
- Bélgica: 3 500 000 hab.
- Croacia: 500 000 hab.
- Eslovenia: 200 000 hab.
- Francia: 27 900 000 hab.
- España: 10 800 000 hab.
- Italia: 18 000 000 hab.
- Suiza: 3 000 000 hab.
- Países Bajos: 4 900 000 hab.
- Polonia: 4 500 000 hab.

## Fuerzas Armadas

### Ejército Napoleónico

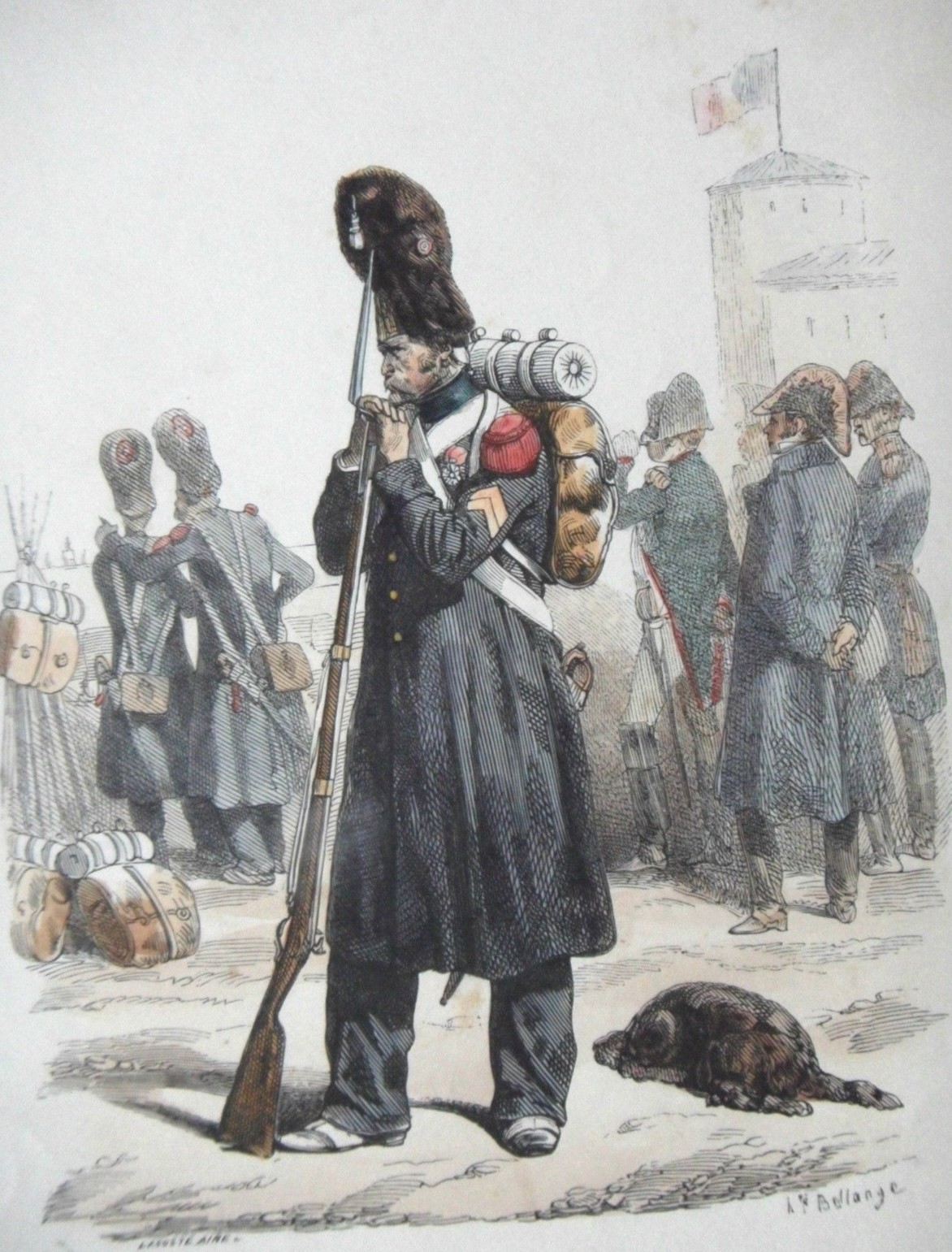
Granadero de la vieja guardia en 1813.

La Grande Armée fue el ejército comandado por Napoleón durante las guerras napoleónicas. Originalmente, la Grande Armée consistía en seis cuerpos bajo el mando de los mariscales de Napoleón. A medida que Napoleón conquistaba más y más territorios del continente, el ejército aumentaba de tamaño, hasta alcanzar un máximo de 600 000 hombres en 1812, justo antes de la invasión de Rusia en la guerra de la Sexta Coalición.
Antes de finales del siglo XVIII, en general, se carecía de apoyo organizativo en aspectos tales como la inteligencia militar, logística, planificación o el personal. Los comandantes de unidad manejan tales funciones para sus unidades, con la ayuda informal de los subordinados que por lo general no habían sido ni entrenados ni asignados a una tarea específica.
El primer uso moderno de un Estado Mayor se produce en las guerras revolucionarias francesas, cuando el general Louis Alexandre Berthier (más tarde el primer Mariscal del Imperio) fue asignado como jefe de personal del Ejército de Italia en 1795. Berthier establece un bien organizado equipo de personal de apoyo. Napoleón Bonaparte se hizo cargo del ejército el año siguiente y rápidamente apreció el sistema de Berthier, adoptándolo para su propia sede, aunque el uso de Napoleón se limita a su propio grupo de comando. El personal de la Grande Armée se conoce como la sede de Imperial y se divide en dos secciones principales: Casa Militar de Napoleón y el Cuartel General del Ejército. Un tercer departamento dependiente de la Jefatura imperial era la oficina del Intendente General (Intendencia), que proporciona el personal administrativo del ejército.
La infantería no era el brazo con más glamour del servicio en el Gran Armée, fueron los más afectados en la mayoría de los combates, y su rendimiento resultaba en la victoria o derrota. La infantería se divide en dos tipos principales, la infantería de línea (Infanterie de Ligne) y la infantería ligera (Infanterie Légère). En el ejército de Napoleón, al igual que la mayoría de otros ejércitos de la época, la caballería se dividían en tres ramas principales compuestas por uno o más cuerpos: Caballería pesada (Coraceros y carabineros a caballo), caballería media o de línea (Dragones y ulanos) y caballería ligera (Húsares, cazadores a caballo y más adelante los mamelucos). Tal como se podría esperar de un emperador que fue anteriormente oficial de artillería, los cañones franceses fueron la espina dorsal de las tropas de tierra. Los cañones franceses se usaban de forma general en baterías masivas para debilitar las formaciones enemigas antes de ser objeto de cargas de infantería o caballería.

### Armada

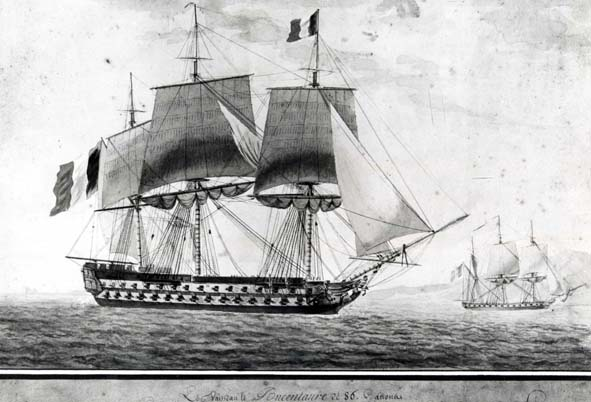
Bucentaure el navío insignia francés durante la batalla de Trafalgar (1805).

La Revolución francesa, y la eliminación de numerosos oficiales de noble linaje (entre otros, Charles d'Estaing), dejó paralizada a la Marina francesa. Los esfuerzos de Napoleón I para convertirla en una fuerza poderosa se vieron truncadas por la muerte de Latouche Tréville en 1804, y en 1805 la batalla de Trafalgar, donde los británicos aniquilaron la flota combinada franco-española.
En 1810, la Marina francesa logró una importante victoria contra los británicos durante las guerras napoleónicas, fue la batalla de Grand Port, una batalla entre escuadrones de fragatas para ganar el control del puerto de Grand Port en Isla de Francia (ahora Mauricio) en el Océano Índico ganada por el almirante Duperré.
Bajo el periodo de Napoleón, entre 1799-1814 se construyeron 87 buques (incluyendo varios poderosos de 80 y 118 cañones) y 59 fragatas. Durante todo el período del consulado y el Imperio, los montos gastados por Francia en su flota representan aproximadamente el 37 % de los gastos consagrados por el Reino Unido a su Marina Real.
En general la armada francesa siempre estuvo por debajo de su homóloga británica y esto no mejoró por la atención que dedicaba el emperador al ejército por encima de su marina. Durante todas la guerras napoleónicas, la Royal Navy mantiene su supremacía en los océanos.

## Economía

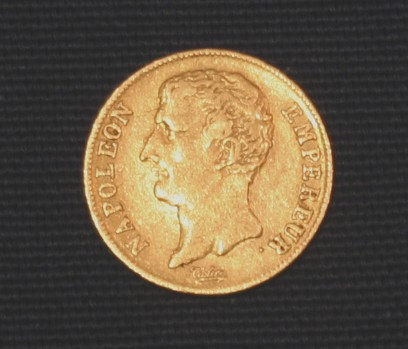
Moneda con la efigie de Napoleón.

El sistema económico del primer imperio estaba basado en el progreso de la industria de Francia y en la guerra comercial con el Reino Unido. Napoleón bloqueó el comercio británico para arruinar su economía, y prohibió a sus aliados que comerciaran con Gran Bretaña.
En otros aspectos, se adoptó una política desfavorable para los estados que componían el imperio, debían pagar impuestos altos que eran utilizados para mejorar y reforzar el ejército imperial. Solo los productos primarios como la minería, la agricultura y la ganadería se podían exportar a Francia. Los productos franceses eran los únicos que podían ser exportados a otros mercados, además de que debían pagar fuertes impuestos, a veces casi imposibles de pagar, endeudando a los mercaderes. La única industria favorecida era la industria nacional, que era protegida por el gobierno y el banco de Francia. Por último, con una reforma agraria el estado francés se apropió de grandes extensiones de tierras, para luego venderlas y aumentar así sus riquezas, pero esto perjudicó a los países a los que le pertenecían estos territorios.
Si Francia heredó de la época napoleónica progresos significativos en administración, no consiguió en este período un importante éxito económico. En el ámbito administrativo, el Código de comercio de 1807 promovió el desarrollo de empresas por acciones: distinguía las sociedades colectivas que predominaron en el siglo XIX, las sociedades anónimas (sometidas a la autorización previa del Estado) y las sociedades en comandita. El catastro volvió más eficaz y justo al régimen tributario. La creación del Banco de Francia (1800) y del franco germinal (1803) puso en su lugar un sistema monetario estable.
Las guerras del Imperio agravaron la debilidad demográfica y su financiamiento enrareció los capitales, a pesar de que los mandos militares estimularon ciertas industrias. Los obstáculos que levantó al comercio la guerra marítima, permitieron el auge de actividades económicas de substitución, cuyo ejemplo típico es la remolacha. No obstante, el resultado global de la guerra marítima fue el desplome del comercio exterior francés, cuyas consecuencias sufrieron los puertos del Atlántico. La reducción del comercio impidió la transferencia tecnológica desde el Reino Unido y provocó dificultades de aprovisionamiento para la industria francesa: el algodón era cuatro veces más caro en Francia que en el Reino Unido.